# Episodes
Episodes é uma sitcom norte-americana/britânica. Estreou no dia 9 de Janeiro de 2011 nos Estados Unidos. A série é produzida pelos criadores de Friends e Mad About You (David Crane and Jeffrey Klarik), e traz Matt LeBlanc como protagonista. Em 10 de junho de 2015, foi anunciado que o canal Showtime havia renovado Episodes para uma quinta temporada. Foi anunciado também que esta será a última temporada. Episodes recebeu críticas positivas,muitas das quais elogiavam as atuações de Stephen Mangan, Tamsin Greig, e Matt LeBlanc. Em 2012, a performance de Matt LeBlanc foi premiada com um Globo de Ouro.
Em 10 de junho de 2015, foi anunciado que a Showtime renovou os episódios para uma quinta temporada. Em 11 de abril de 2016, a quinta temporada foi confirmada como a última do show. O episódio final da 5ª temporada, "Episode Seven", foi ao ar em 8 de outubro de 2017.

## Enredo
Quando a equipe de roteiristas, formada pelo casal Sean e Beverly, decide reproduzir sua comédia britânica de sucesso na televisão americana, seus piores medos se tornam realidade, e Hollywood mostra todo seu potencial para criar situações absurdas. A emissora elenca Matt LeBlanc como o protagonista da série. E Matt ainda tenta transformar o seriado tão amado por eles em um terrível clichê, ao mesmo tempo em que testa o casamento dos dois com tentações e brincadeiras.

## Elenco

### Elenco principal
- Matt LeBlanc como Matt LeBlanc
- Stephen Mangan como Sean Lincoln
- Tamsin Greig como Beverly Lincoln
- John Pankow como Merc Lapidus
- Kathleen Rose Perkins como Carol Rance
- Mircea Monroe como Morning Randolph

### Elenco recorrente
- Richard Griffiths como Julian Bullard
- Daisy Haggard como Myra
- Lou Hirsch como Wallace, o segurança